# Nagel (Küps)

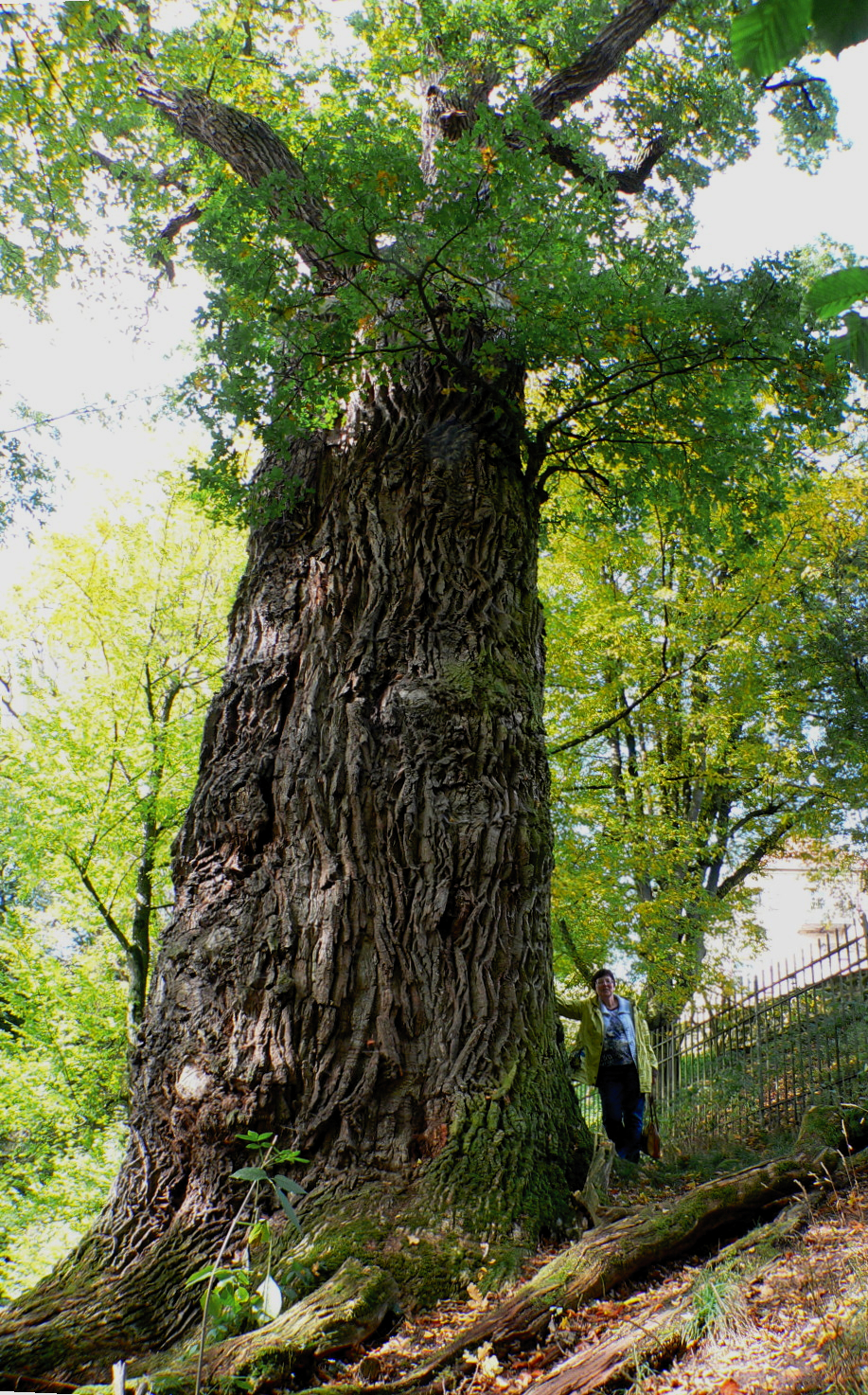
1000-jährige Eiche in Nagel

Nagel ist ein Gemeindeteil des Marktes Küps im Landkreis Kronach (Oberfranken, Bayern).

## Geographie
Das Dorf liegt am Fuße des Kümmelbergs (398 m ü. NHN, 0,8 km nordwestlich). Im Ort steht die Tausendjährige Eiche. Sie ist als Naturdenkmal geschützt. Im Norden befindet sich ein Golfplatz, im Süden fließt der Weidigsgraben, ein rechter Zufluss der Rodach, vorbei. Eine Anliegerstraße führt die Bahngleise der Frankenwaldbahn entlang nach Oberlangenstadt (1,1 km östlich).

## Geschichte
Gegen Ende des 18. Jahrhunderts bestand Nagel aus 13 Anwesen (6 Fronsölden, 5 Tropfhäuser, 2 Häuser) und einem Schloss mit Ökonomiegut. Das Hochgericht übte das Rittergut Nagel-Oberlangenstadt in begrenztem Umfang aus, es hatte ggf. an bambergische Centamt Burgkunstadt-Marktgraitz auszuliefern. Das Rittergut Nagel-Oberlangenstadt hatte zugleich die Dorf- und Gemeindeherrschaft und Grundherrschaft über sämtliche Anwesen inne.
Mit dem Gemeindeedikt wurde Nagel dem 1808 gebildeten Steuerdistrikt Oberlangenstadt und der 1818 gebildeten Ruralgemeinde Oberlangenstadt zugewiesen. Am 1. Mai 1978 wurde Nagel im Zuge der Gebietsreform in Bayern in die Gemeinde Küps eingegliedert.

### Baudenkmäler
- Schloss Alte Kemenate
- Zwei Wohnhäuser
- Ein Gutshof

### Einwohnerentwicklung
| Jahr      | 001818 | 001861 | 001871 | 001885 | 001900 | 001925 | 001950 | 001961 | 001970 | 001987 |
| Einwohner | 86     | 94     | 126    | 135    | 127    | 117    | 157    | 129    | 125    | 105    |
| Häuser    | 16     |        |        | 18     | 17     | 19     | 21     | 26     |        | 34     |
| Quelle    | [ 5 ]  | [ 7 ]  | [ 8 ]  | [ 9 ]  | [ 10 ] | [ 11 ] | [ 12 ] | [ 13 ] | [ 14 ] | [ 1 ]  |

## Religion
Der Ort ist seit der Reformation evangelisch-lutherisch und geprägt und war ursprünglich nach St. Jakob (Küps) gepfarrt. Seit dem 19. Jahrhundert sind die Protestanten nach St. Laurentius (Schmölz) gepfarrt, während die Katholiken nach Heiligste Dreifaltigkeit (Theisenort) gepfarrt sind.